# Riofreddo
Riofreddo là một đô thị ở tỉnh Roma trong vùng Latium thuộc Ý, có cự ly khoảng 45 km về phía đông bắc của Roma. Tại thời điểm ngày 31 tháng 12 năm 2004, đô thị này có dân số 757 người và diện tích là 12,5 km².
Riofreddo giáp các đô thị: Arsoli, Cineto Romano, Oricola, Roviano, Vallinfreda.